# مکسوتوف ۲۵۶۸
سیارک ۲۵۶۸ (به انگلیسی: 2568 Maksutov، نامگذاری:1980GH) دو هزار و پانصد و شصت و هشتمین سیارک کشف شده‌است که در ۱۳ آوریل ۱۹۸۰ کشف شد.
قدر مطلق سیارک برابر ۱۳٫۱۰ است.